# Эрдэнэс Тавантолгой
АО «Эрдэнэс Тавантолгой» (сокращенно АО «ЭТТ») —  крупнейшая горнодобывающая предприятия Монголии, созданная 23 декабря 2010 года в соответствии с постановлениями Парламента Монголии (Великого государственного хурала) и Правительства Монголии для осуществления разведки, добычи и разработки угольного месторождения Таван Толгой. Целью компании является стать ведущей корпорацией, которая производит высококачественный уголь из месторождения Таван Толгой, развивает устойчивую, прозрачную и ответственную добычу полезных ископаемых и вносит ощутимый вклад в национальный и региональный экономический рост страны.
Государство владеет 81,5% акцией, примерно 70% населению Монголии принадлежит 18,4% (около 2,5 миллиона граждан), а остальная часть акции принадлежит предприятиям. По данным JORC угольное месторождение Таван Толгой составляет 7,3 млрд тонн запасов, из которых 53% коксующий уголь хорошего качества и 47% — энергетические уголь. В настоящее время общая сумма капитала составляет 14,1 трлн тугриков.